# ミカ・スロート
ミカ・スロート（Micah Sloat, 1981年5月8日 - ）は、アメリカ合衆国の俳優。

## 出演作品
- パラノーマル・アクティビティ（ミカ）
- パラノーマル・アクティビティ2（ミカ）
- パラノーマル・アクティビティ/呪いの印（ミカ）
- パラノーマル・アクティビティ4